# Gonnehem
Gonnehem – miejscowość i gmina we Francji, w regionie Hauts-de-France, w departamencie Pas-de-Calais.
Według danych na rok 1990 gminę zamieszkiwały 2172 osoby, a gęstość zaludnienia wynosiła 142 osób/km² (wśród 1549 gmin regionu Nord-Pas-de-Calais Gonnehem plasuje się na 339. miejscu pod względem liczby ludności, natomiast pod względem powierzchni na miejscu 123.).